# Coeliccia palawana
Coeliccia palawana – gatunek ważki z rodziny pióronogowatych (Platycnemididae).